# Zumeltzu
Zumeltzu és un poble i concejo pertanyent al municipi de Vitòria. Tenia 40 habitants en (2007). Forma part de la Zona Rural Sud-oest de Vitòria. Es troba a 621 msnm a 9 kilòmetres a l'oest de Vitòria, a mig vessant dels contraforts de les muntanyes de Vitòria.

## Demografia
| 2000 | 2001 | 2002 | 2003 | 2004 | 2005 | 2006 | 2007 |
| ---- | ---- | ---- | ---- | ---- | ---- | ---- | ---- |
| 30   | 31   | 35   | 37   | 39   | 38   | 36   | 40   |

## Història
La història d'aquest llogaret cal remuntar-la 1025 quan apareix el primer esment com a Zumulzu al Cartulari del Monestir de San Millán de la Cogolla. Fou un dels llogarets vells entregats per Alfons XI de Castella a Vitòria el 1332. El 7 de juliol de 1875 fou teatre d'operacions d'una batalla de la tercera guerra carlina, en la que els liberals aconseguiren aixecar el setge carlí sobre Vitòria.